# Club Zero
Club Zero és una pel·lícula de thriller de comèdia negra de 2023 coproduïda internacionalment, dirigida i produïda per Jessica Hausner, a partir d'un guió de la mateixa Hausner i de Géraldine Bajard. És protagonitzada per Mia Wasikowska, Mathieu Demy, Elsa Zylberstein, Amir El-Masry i Sidse Babett Knudsen. S'ha doblat i subtitulat al català.
La pel·lícula va ser seleccionada per competir per la Palma d'Or al 76è Festival de Canes, on es va projectar per primer cop el 22 de maig de 2023.
Es va estrenar als cinemes de França a càrrec de BAC Films el 27 de setembre de 2023. La distribuïdora austríaca Filmladen la va programar pel 17 de novembre. Film Movement la va distribuir als Estats Units.